# Cholina
Cholina är en ort i Tjeckien.   Den ligger i regionen Olomouc, i den östra delen av landet, 200 km öster om huvudstaden Prag. Cholina ligger 263 meter över havet och antalet invånare är 664.
Terrängen runt Cholina är huvudsakligen platt, men åt nordväst är den kuperad. Terrängen runt Cholina sluttar österut.Runt Cholina är det ganska tätbefolkat, med 96 invånare per kvadratkilometer. Närmaste större samhälle är Olomouc, 15,7 km öster om Cholina. Trakten runt Cholina består till största delen av jordbruksmark.